# Jan Woyna Jasieniecki
Jan Woyna Jasieniecki herbu Haki – sędzia ziemski mścisławski w latach 1650-1653, podsędek mścisławski w latach 1627-1650.
W 1648 roku był elektorem Jana II Kazimierza Wazy z województwa mścisławskiego.